# Sociedad de la dinastía Song

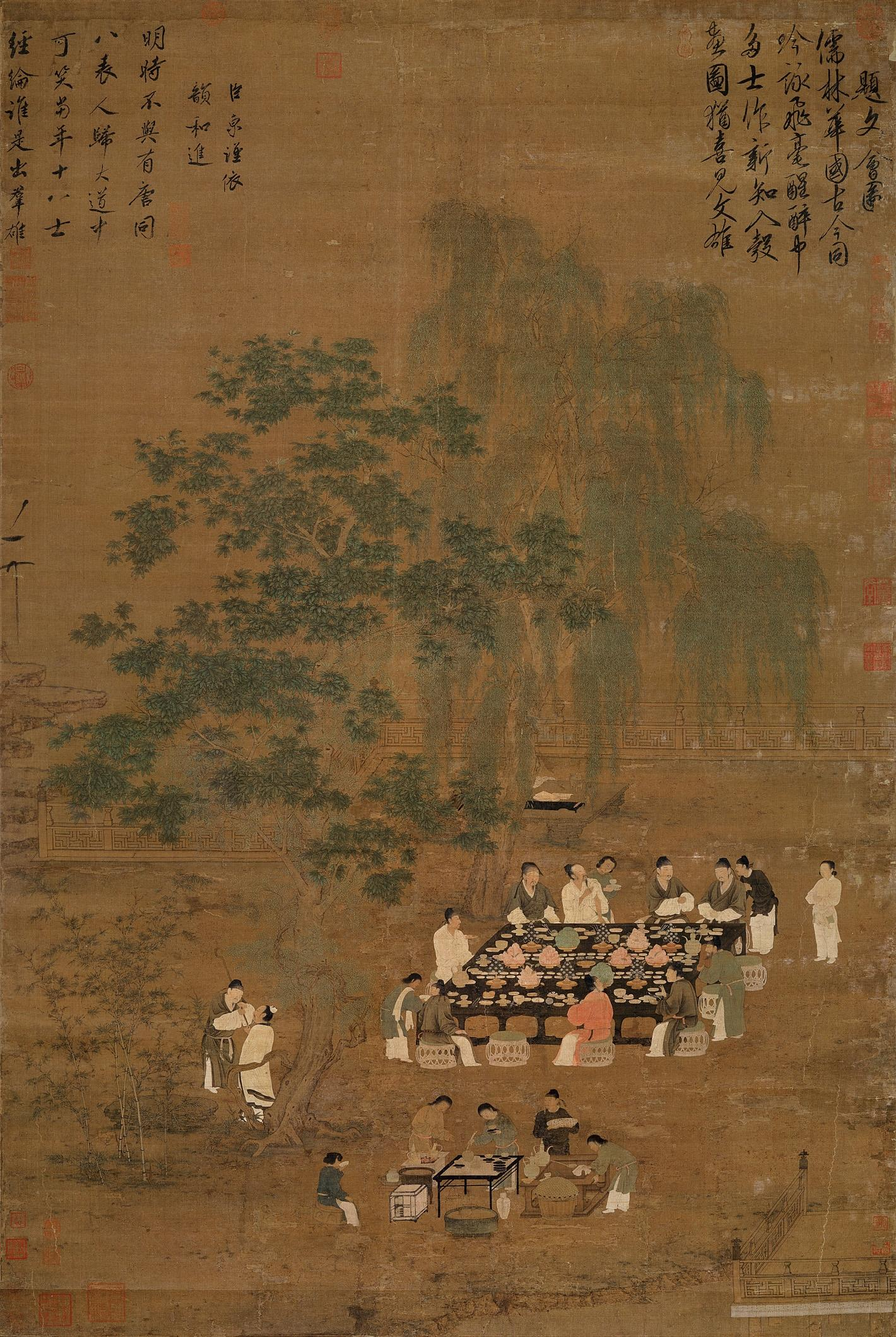
Una fiesta elegante, pintura que retrata un pequeño banquete en la dinastía Song (960-1279). Aunque se pintó en el período Song, se cree que es una reproducción de un original que data de la dinastía Tang (618-907). La pintura se ha atribuido al Emperador Huizong de Song (r. 1100–1125).

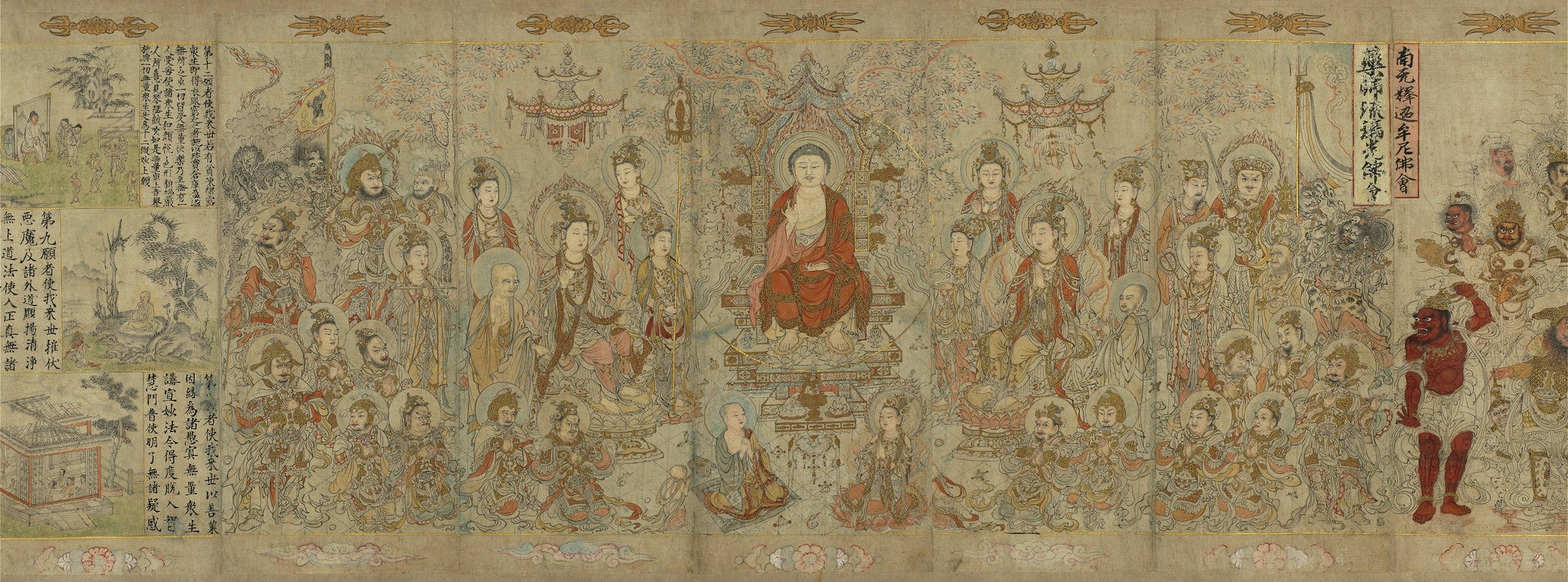
El Sakyamuni Buda, por el pintor Zhang Shengwen, c. 1181–1186. Aunque el budismo se hallaba en declive y era objeto de críticas neoconfucianistas en la época Song, persistió como una de las principales ideologías religiosas en China.

La sociedad china durante la dinastía Song (960–1279) estuvo marcada por reformas políticas y legales, un renacimiento filosófico del Confucianismo, y el desarrollo de las ciudades más allá de los propósitos administrativos en los centros de comercio e industria. Los habitantes de las áreas rurales eran en su mayoría granjeros, aunque algunos también fueron cazadores, pescadores, o empleados del gobierno trabajando en minas o salinas. Al contrario, los comerciantes, artesanos, guardias de la ciudad, animadores, obreros, y mercaderes ricos vivían en los condados o en las provincias centrales junto con el pueblo chino, un pequeño grupo que pertenecía a la comunidad élite de expertos educados y altos cargos. Al ser terratenientes y los oficiales de gobierno, la alta burguesía se consideraba miembros influyentes o destacados de la sociedad; por ende, su cooperación era esencial con el fin de reducir la carga de tareas de los funcionarios del condado o pronvinciales. En muchas maneras, los altos cargos del período Song difirieron de los muchos altos cargos aristocráticos de la dinastía Tang (618–907). Las examinaciones del servicio civil se convirtieron en el principal medio de designación para un puesto oficial. Las frecuentes disconformidades entre los ministros del estado sobre temáticas ideológicas y políticas condujeron a disputas y rebeliones de las facciones políticas.
Los expertos o legistas confucianos en la Antigua China —tal vez ya en los finales de la dinastía Zhou (c. 1046 a. C. –256 a. C.)— se encargaron de la categorización de todos los grupos socioeconómicos de acuerdo a sus ocupaciones jerárquicas en cuatro (en orden descendente): los shi (士, escolares o la gente), los nong (农, campesinos y granjeros), los gong (工, artesanos o artistas) y los shang (商, comerciantes). Los terratenientes y oficilaes ricos poseían los recursos necesarios como para preparar de mejor manera a sus hijos para las examinaciones de la administración civil, pero muy a menudo, rivalizaban en su poder y riqueza con los comerciantes del período Song. De manera frecuente, los comerciantes llegaban a acuerdos políticos y comerciales con los oficiales, a pesar del hecho de que los oficiales veían la vocación de comerciantes como una actividad menos respetable que la de granjero o artesano. Los militares también proporcionaron un medio para el avance en la sociedad Song, sin embargo, no disfrutaban de un rango social alto y de amplios derechos legales en una sociedad patriarcal distinta. La mejora de los derechos de las mujeres en los bienes vino gradualmente con el incremento del valor de las dotes ofrecidas por la familia de la novia.
El Taoísmo y el Budismo fueron las religiones predominantes de China en la época Song, y posteriormente impactaron en el territorio muchas creencias y principios del Neo-Confucianismo y de los filosóficos de esa época. Las viejas creencias en la antigua mitología china, la religión folclórica y el culto a los ancestros también continuaron jugando un papel importante en las vidas de las personas, como la creencia china de que las deidades y los fantasmas del reino espiritual frecuentemente interactuaban con el reino de los vivos.
El sistema judicial Song estaba compuesto por alguaciles, investigadores, médicos forenses y oficiales quienes actuaron como magistrados. Los magistrados Song fueron alentados a aplicar sus conocimientos así como también la ley en sus decisiones judiciales con el único fin de promover la moralidad social. Los avances en la ciencia forense permitieron un mayor énfasis en la recolección de pruebas verosímiles, y en el registro cuidadoso de los reportes de las autopsias de parte de los empleados y los testimonios de los testigos que ayudaran a las autoridades en las condenas de los criminales.

## Vida urbana

### Crecimiento y mantenimiento urbano
Las ciudades chinas del período Song llegaron a ser de las más grandes del mundo, debido a los avances tecnológicos y a una revolución agrícola. Kaifeng, capital y sede del gobierno durante el Song del Norte (960–1127), tenía alrededor de medio millón de residentes en 1021, con otro medio millón viviendo en los suburbios de la ciudad. Alrededor de 1100, la población civil dentro de la propia ciudad era de 1 050 000; sin embargo, la armada interpuso la cifra de 1.4 millones. Hangzhou durante el Song del Sur (1127–1279); tenía más de 400 000 habitantes a finales del siglo XII; debido a su posición comercial al sur del Gran Canal; y razón por la cual fue conocida como el "canasto de granos" del Yangtsé. Sin embargo, durante el siglo XIII, la población se disparó a casi un millón de personas, y el censo de 1270 registró una cantidad de 186 330 familias viviendo en la urbe. Aunque no era una zona tan rica agrícolamente como las áreas orientales de Sichuan, la región de Fijuan también vivió una explosión demográfica masiva; registrándose un incremento del 1500% en el número de viviendas de 742 a 1208. Con una industria constructora de barcos próspera y nuevas facilidades mineras, Fujian se convirtió en el centro económico de China durante el periodo Song. El gran puerto marítimo de China, Quanzhou, se localizaba en Fujian, y alrededor de 1120 su gobernador afirmó que la población de la ciudad había alcanzado circa los 500 000 habitantes. El interior de la ciudad fujianesa de Jiankang también fue muy grande en su tiempo, con una población de 200 000 habitantes. Robert Hartwell argumentó que desde 742 a 1200, el crecimiento de la población del Norte de China se incrementó sólo un 54% en comparación con el Sur que aumentó un 695%, el valle medio del Yangtsé un 483%, la región de Lingnan 150% y el valle superior del Yangtsé en un 135%. Entre los siglos VIII y XI, el valle bajo del Yangtsé experimentó un crecimiento modesto en su población en comparación a otras regiones del Sur de China. El cambio de la capital a Hangzhou no creó un cambio dramático y que fuese inmediato en la población hasta el período de 1170 a 1225, cuando los nuevos pólders permitieron la reclamación de tierras cercanas a todas las que fuesen arables entre el lago Tai y el Mar de China Oriental, así como también la entrada del Yangtsé a la costa norte de Zhejiang.

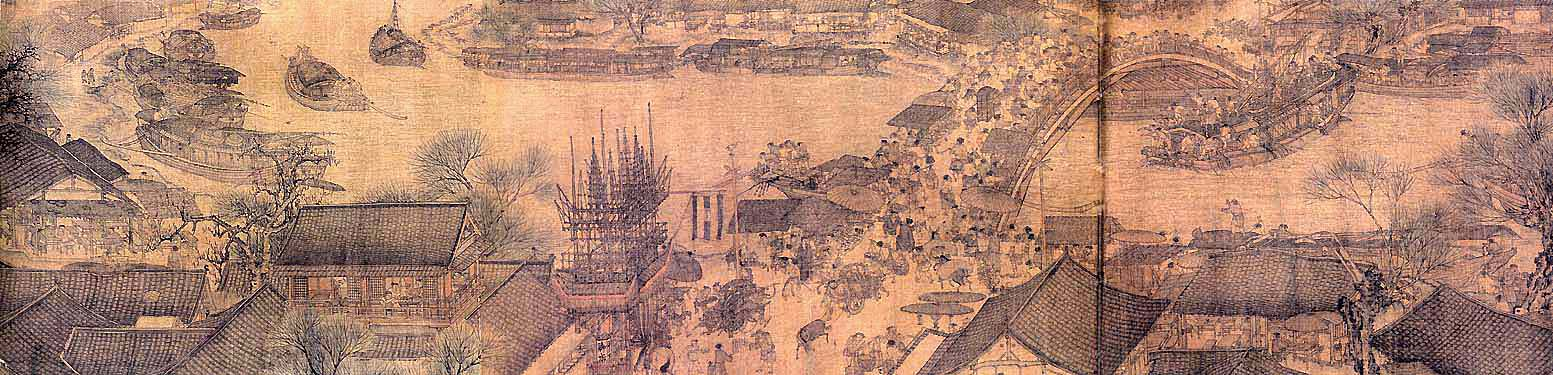
Una pequeña sección de la obra de Zhang Zeduan El festival Qingming junto al río, representando a la ciudad de Kaifeng entre el siglo y.

Así, la nueva sociedad comercializada de China se hizo patente a partir de las diferencias entre su capital, ubicada en el norte, y la capital anterior, Tang, en Chang'an. La importancia de Chang'an como centro político terminó por eclipsar su importancia como una factoría comercial; así, Yangzhou se convirtió en el centro económico de China durante la época Tang. Por otra parte, el rol de Kaifeng como un centro comercial en China era equiparable a su rol político. Tras la abolición del toque de queda en 1063, los mercados en Kaifeng estaban abiertos todo el día, mientras que a dos mercados de Chang'an durante el período Tang les fue impuesto un toque de queda que comenzaba al anochecer; este toque de queda limitó su potencial comercial. Los tenderos y vendedores ambulantes comenzaban a vender sus mercancías al amanecer. A lo largo de toda la avenida del Camino Imperial, se servían exquisitos desayunos en tiendas y casetas y los vendedores ambulantes ofrecían agua caliente para que la gente se lavase la cara en las entradas de las casas de baños. La animación comercial no empezaba a disminuir hasta la hora de la cena, mientras que las tiendas de fideos permanecían abiertas todo el día y la noche. La gente del período Song, a diferencia de la de periodos anteriores, solía también comprar casas situadas cerca de los bulliciosos mercados. La riqueza de Kaifeng, las casas de varios pisos, y las viviendas urbanas comunes estaban situadas a lo largo de las calles de la ciudad, en lugar de ocultarse en el interior de complejos amurallados y en sitios cerrados como lo habían sido en la antigua capital Tang.

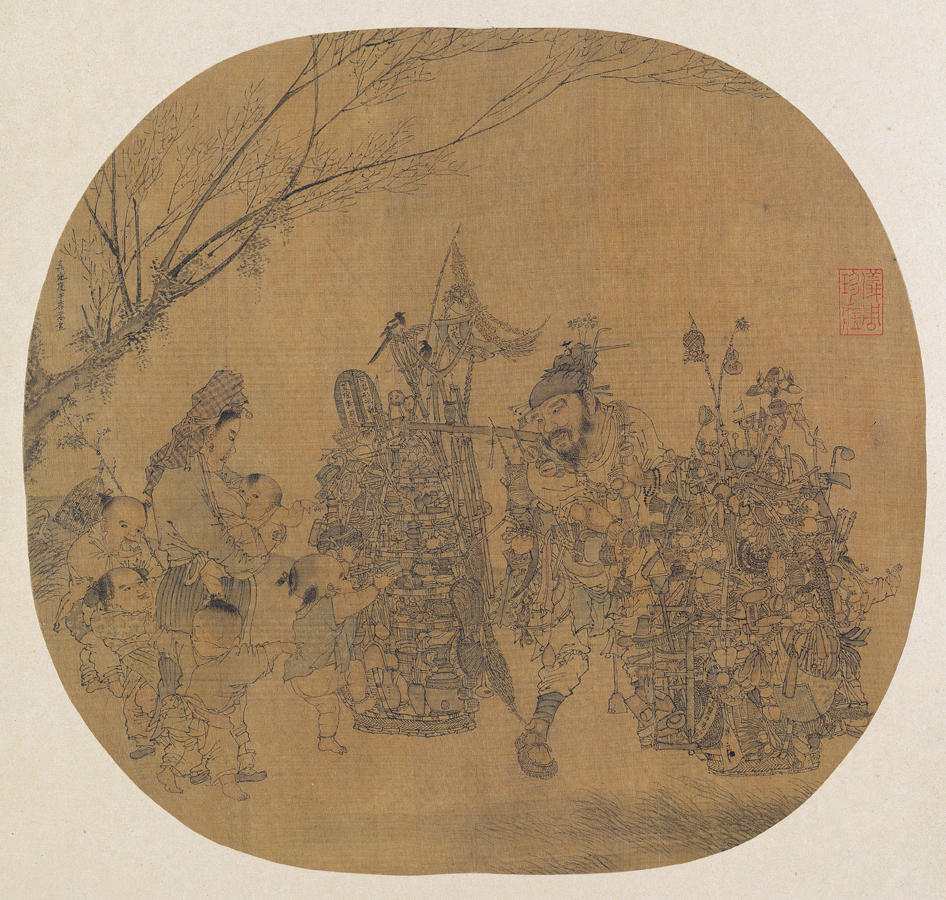
Pintura que representa a una mujer y a unos niños alrededor de un vendedor ambulante de mercancías en el campo, por Song Li (c. 1190-1225), datada en 1210. El más joven de los hijos, que se observa tirando de una de las canastas de productos del vendedor ambulante, es todavía demasiado joven para vestir pantalones.

El gobierno municipal de Hangzhou promulgó una serie de políticas y programas que ayudaron en el mantenimiento de la ciudad y aseguraron el bienestar de sus habitantes. Para mantener el orden en una ciudad grande, cuatro o cinco guardias se dividían en ésta en intervalos de aproximadamente 270 m. Sus principales deberes eran prevenir peleas, y robos, patrullar las calles por las noches, y advertir rápidamente al vecindario en caso de que se desatase un incendio. El gobierno asignó a 2.000 soldados la tarea de construir catorce parques de bomberos para combatir la extensión de los incendios dentro de la ciudad, colocando a 1.200 soldados en los parques de bomberos fuera de las murallas de la ciudad. Estas estaciones fueron colocadas a 460 metros la una de la otra, con torres de vigilancia ocupadas con 100 hombres cada una. Las ciudades-capitales Song tenían abiertas avenidas que permitieron la creación de tajamares. Sin embargo, la extensión de los incendios representó una amenaza constannte. Cuando un incendio se desató en 1137, el gobierno suspendió el pago de las rentas, limosnas de 108 840 kg de arroz se distribuyeron a los pobres, y artículos de construcción como el bambú y las tablas estuvieron exentas de impuestos administrativos. A pesar de eso, los incendios no fueron el único problema al que los residentes de Hangzhou tenían que enfrentarse al igual que en otras ciudades cercanas. En los campos, la pobreza era extensa y se convirtió en un gran asunto de debate en la corte central y en los gobiernos locales. Para mitigar sus efectos, el gobierno Song promulgó muchas iniciativas, incluyendo la distribución de limosnas a los pobres; el establecimiento de clínicas públicas, farmacias, y casas de retiro; y la creación de fosas comunes. En realidad, cada prefectura administrativa tenía hospitales públicos dirigidos por el estado, donde los pobres, ancianos, enfermos, e incurables eran cuidados sin cargo alguno.
Para mantener la comunicación entre una ciudad y otra, los Song establecieron miles de calzadas y cientos de puentes a través de la China rural. También contaron con un eficiente servicio postal de relevos a pie, el cual ofrecía miles de oficinas postales dirigidas por el gobierno central. Los empleados postales mantenían el registro de los despachos, y las estaciones postales mantenían un personal de oficiales cantonales que custodiaban o vigilaban las rutas distribuidoras de correo. Tras el período Song, la dinastía Yuan transformó el sistema postal en una organización más militarizada, con mensajería gestionada bajo «controladores». Este sistema persistió desde el siglo XIV hasta el siglo XIX, cuando el telégrafo y la construcción de carreteras modernas se introdujo en China desde Occidente.

### Diversión y pasatiempos

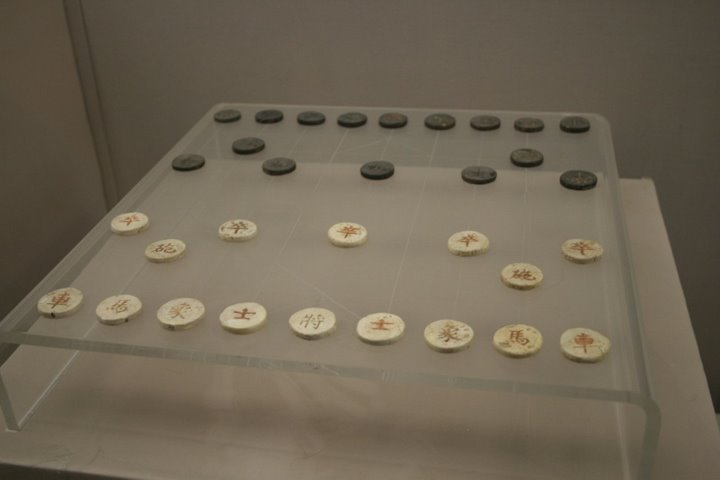
Ajedrez chino de la dinastía Song. El ajedrez durante este período se volvió un pasatiempo común.

Una amplia variedad de clubes sociales prosperaron en China y se hicieron populares durante la época Song. Un texto que data de 1235 menciona que sólo en Hangzhou había clubes como el Club de Poesía del Lago Oeste, la Sociedad Budista del Té, el Club de Física, el Club de Pescadores, el Club de lo Oculto, el Coro de las Chicas, el Club de Comidas Exóticas, el de Plantas, y el Club de Frutas, el Club de Coleccionistas de Antigüedades, el Club de Amantes de los Caballos, y la Sociedad de Música Refinada. Ningún evento formal o festival se complementaba sin un banquete, pues estos debían ser abastecidos por compañías.
Los cuartos de entretenimiento de Kaifeng, Hangzhou, y otras ciudades, mostraron una gran variedad de pasatiempos como encantadores de serpientes, tragasables, titiriteros, acróbatas, adivinos, actores, cuentistas, casas de té y restaurantes, y el ofrecimiento de mujeres como criadas, concubinas, cantantes, o prostitutas. Estos cuartos de entretenimiento cubrían amplios bazares conocidos como «tierras de placer», lugares donde las estrictas moralidades y formalidades sociales eran ignoradas. Las «tierras de placer» se localizaban dentro de la ciudad, entre las murallas y las puertas, y en los suburbios; y cada una estaba regulada por un oficial designado. Los juegos y los entretenimientos duraban todo el día, mientras que las tabernas y las casas de cantantes se abrían al anochecer hasta las dos de la mañana. Mientras eran servidos por camareros y señoras que calentaban el vino para las fiestas, los playboy bebedores de las cantinas serían frecuentemente abordados por inviduos comunes llamados «ociosos» (xianhan) que les ofrecían ser sus recaderos, traer y llevar dinero y conseguirles cantantes.
Las representaciones dramáticas, acompañadas por música, fueron muy populares en los mercados. Los actores se distinguían, y se clasificaban en rangos, por el tipo y el color de su ropa, perfeccionando sus habilidades de actuación en las escuelas de drama. Los bosquejos satíricos denunciaban la corrupción de los oficiales en el gobierno. Los actores en el escenario siempre interpretaban sus líneas en chino clásico; puesto que el chino vernáculo que imitaba el lenguaje común hablado no se introdujo en las representaciones teatrales hasta la dinastía Yuan. Aunque practicaban para hablar en el idioma clásico, las compañías teatrales seleccionaban muy a menudo a sus socios de uno de los grupos sociales más bajos de la sociedad: las prostitutas. De los al menos cincuenta teatros localizados en las «tierras de placer» de Kaifeng, cuatro de estos fueron lo suficientemente largos para entretener audiencias de miles de personas, atrayendo a multitudes y prosperando económicamente.
A su vez, se celebraron festividades públicas en las ciudades y en las comunidades rurales. Las artes marciales fueron un claro ejemplo del entretenimiento público; los chinos celebraron combates sobre el lei tei; una plataforma que se elevaba sin la ayuda de rieles. A causa del aumento de popularidad de las actividades domésticas y urbanas durante la dinastía Song, hubo un declive en las actividades tradicionales chinas que se hacían al aire libre como la caza, montar a caballo, e incluso el polo. En cuanto al ocio doméstico, los chinos disfrutaban de mucha actividades distintas, e incluso de juegos de mesa como el xiangqi y el go. Asimismo, había jardines espaciosos y, a la vez, lujosos, que se diseñaban para distintas actividades como los paseos, y de igual forma, mucha gente solía pasear en botes en los lagos junto a sus invitados o comenzar carreras.

## Vida rural
En muchos sentidos, la vida de los campesinos en el campo durante la dinastía Song fue idéntica a la de las dinastías anteriores. La gente gastaba la mayor parte de su tiempo arando y sembrando en los campos, vendiendo sus cosechas y sus productos en mercados locales, y con el dinero obtenido mantenían a sus familias, con quienes visitaban templos y, asimismo, organizaban ceremonias como bodas. Los casos de bandolerismo, los cuales los oficiales locales se veían forzados a combatir, ocurrían constantemente en los campos.
Había diferentes tipos de tierra y cada una dependía de la topografía y del clima de la localidad. En las zonas montañosas, localizadas lejos de las rutas de comercio, la mayoría de campesinos agricultores poseían y cultivaban sus propias tierras. En las regiones fronterizas como Hunan y Sichuan, los dueños de ricas propiedades reunían siervos para labrar sus tierras. Las áreas más adelantadas tenían pocas propiedades donde los siervos pudiesen arar la tierra; puesto que estas tierras habían adoptado el cultivo húmedo de arroz, el cual no necesitaba deningún tipo de mantenimiento. En estas regiones, los propietarios fijaban rentas, sin embargo, algunas familias poseían sus propios lotes.

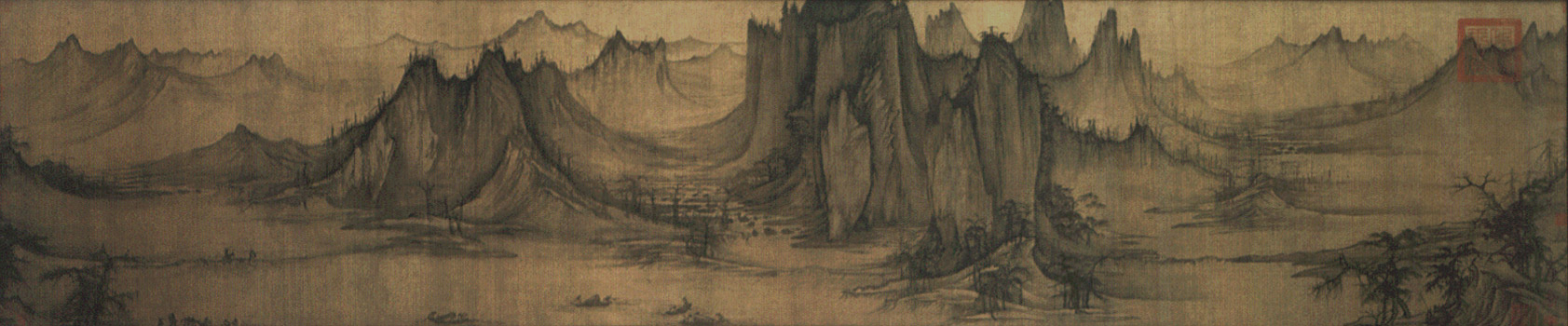
Tarde de pescadores Song, por Xu Daoning, c. 1049, donde se aprecian diversos tipos de tierras montañosas en las que los campesinos araban.

El gobierno Song estipuló impuestos a los granjeros que araban las tierras a lo largo de los límites de los lagos, pantanos, mares, y bancales. El arado en terrenos difíciles se hizo posible gracias a las mejoras en las técnicas de embalse y al uso de las norias para el riego de zonas altas. En el siglo X se introdujo el arroz de temprana maduración que se cultivó en múltiples zonas con diferentes condiciones climáticas y topográficas, convirtiendo las áreas que antes habían sido zonas de cultivo en áreas inhabitadas que se ubicaban en las zonas aledañas del valle del Yangtsé y el sur de China, y experimentando un rápido desarrollo. El amplio cultivo del arroz en China necesitó de nuevas tendencias laborales, así como de técnicas agrícolas. Para que las cosechas de arroz fuesen efectivas, se requería de un cuidadoso trasplante de los semilleros de arroz, un deshierbe suficiente, mantenimiento de los niveles de agua, y el desagüe de los campos para las cosechas. Plantar y deshierbar era a menudo una tarea sucia, ya que los agricultores tenían que vadear el agua turbia de los arrozales con sus pies descalzos. Para otros cultivos, los búfalos de agua fueron usados como animales de tiro para arar y pastar los campos, mientras estos maduraban y se mezclaban con el abono.

## Clases sociales

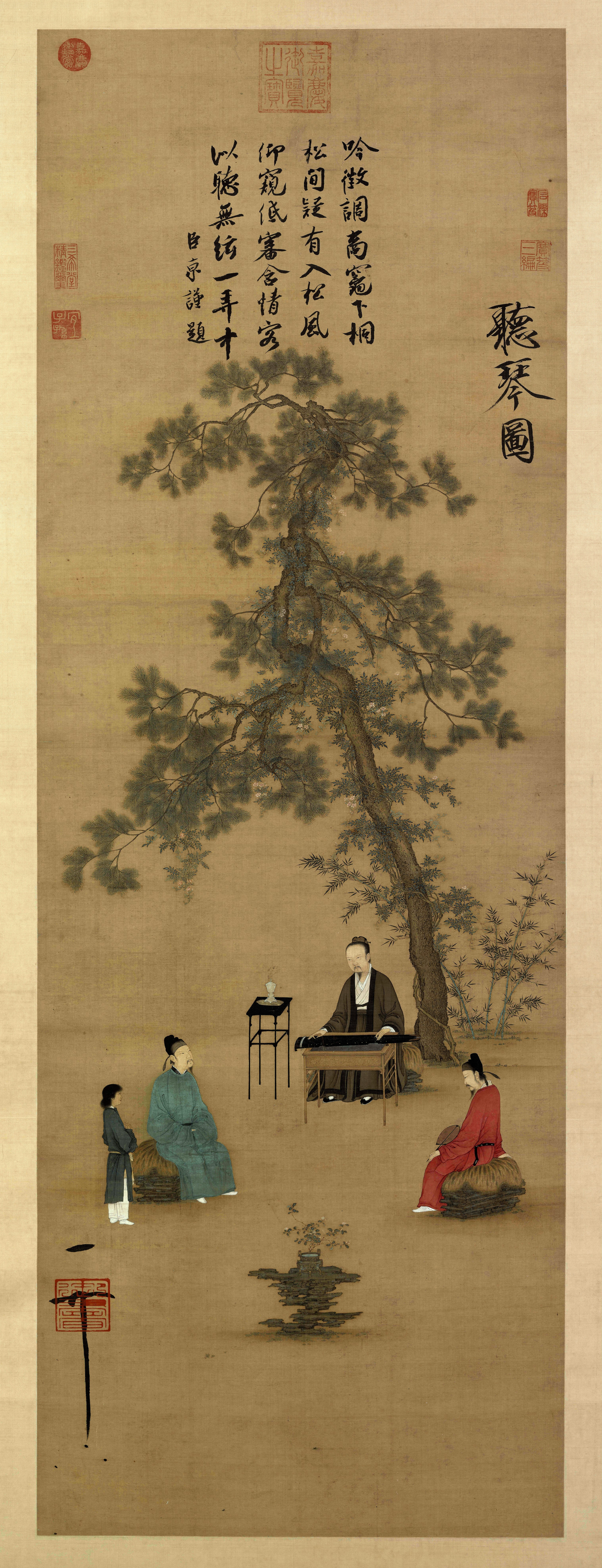
Escuchando el Qin, por el emperador Huizong, ; escuchar música y orquestas era uno de los pasatiempos favoritos de los nobles y los oficiales burocráticos.

Uno de los principales cambios en la sociedad china de la dinastía Tang a la dinastía Song fue la trasformación de la élite académica, los cuales incluían a los oficiales académicos y a todos aquellos que poseían títulos de examen o que habían sido candidatos de los exámenes a la administración civil. Los oficiales académicos Song y aquellos candidatos a examen fueron los que mejor educación poseían, y sus hábitos solían ser menos aristocráticos, y más numerosos en el período Tang. Siguiendo los ideales y la lógica del confucianismo, los oficiales académicos del período Song se veían asimismo como personas moralistas que se responsabilizaban por mantener a los comerciantes codiciosos y a los militares con sed de poder en su lugar. Si a un académico no le fuese dado un puesto como oficial en el gobierno, con tal de defender la moralidad en la sociedad, se le nombraba como un miembro de élite de su comunidad.
El factor más influencial, defendible y característico de esta nueva clase era la naturaleza competitiva de los candidatos académicos que entraban al servicio civil por medio de las examinaciones imperiales. Los hijos de los terratenientes más prominentes tenían un mejor acceso a la alta educación, por ende, su gran habilidad para aprobar examinaciones para el servicio civil. En el período Song, uno de los prerrequisitos más importantes para obtener altos puestos era conseguir un grado académico por medio de los exámenes prefecturales, de circuito y nivel, o el del palacio; tomando su punto de partida desde la dinastía Tang, cuando el sistema de examinaciones se creó. Los grados más altos se obtenían a través de los tres niveles de examen que tenían la intención de obtener altos puestos en el gobierno. Aparte de asegurar un salario alto, también aseguraban un gran prestigio social, que se distinguía por medio de los atuendos. Esta distinción institucionalizada de los oficiales académicos por su ropa incluía el tipo y color de las túnicas tradicionales, sombreros, y cinturones, que demarcaban el nivel de autoridad administrativa de cada oficial académico. Este rígido código de la ropa tomó su mayor auge en los comienzos de la dinastía, provocando que el color de ropa púrpura se difundiera entre los rangos de mediano y bajo grado.
Los oficiales académicos y la gente se distinguieron a sí mismos por medio de sus pasatiempos u ocupaciones intelectuales. Mientras que algunos como Shen Kuo (1031–1095) y Su Song (1020–1101) se interesaron en cada campo conocido de la ciencia, estudio, y de la habilidad política, las élites Song solían estar más interesadas por ocupaciones ociosas tal y como la composición y recitación de poesía, colección de arte, y anticuarismo. Incluso estos pasatiempos podrían volverse académicos. Por ejemplo, Ouyang Xiu (1007–1072); oficial, historiador, poeta y ensayista, recopiló un catálogo analítico de las antiguas técnicas de frotamiento que sirvieron para sentar las bases de la epigrafía y la arqueología. Shen Kuo tuvo un enfoque interdisciplinario: arqueología, astronomía, matemáticas, y música —donde hizo un grabado de los antiguos compases musicales. El oficial académico e historiador Zeng Gong (1019–1083) reformó los últimos capítulos del antiguo Zhan Guo Ce, corrigiendo y editando las pruebas de la versión que llegaría a ser la actual y aceptada. Los académicos suponían emplear sus habilidades intelectuales por el bien de la comunidad, escribiendo historias locales o diccionarios geográficos. En el caso de Shen kuo y Su Song, sus ocupaciones en los campos académicos como la clasificación de productos farmacéuticos y la mejora de los calendarios a través de su trabajo en la astronomía, apoyaban esta idea.

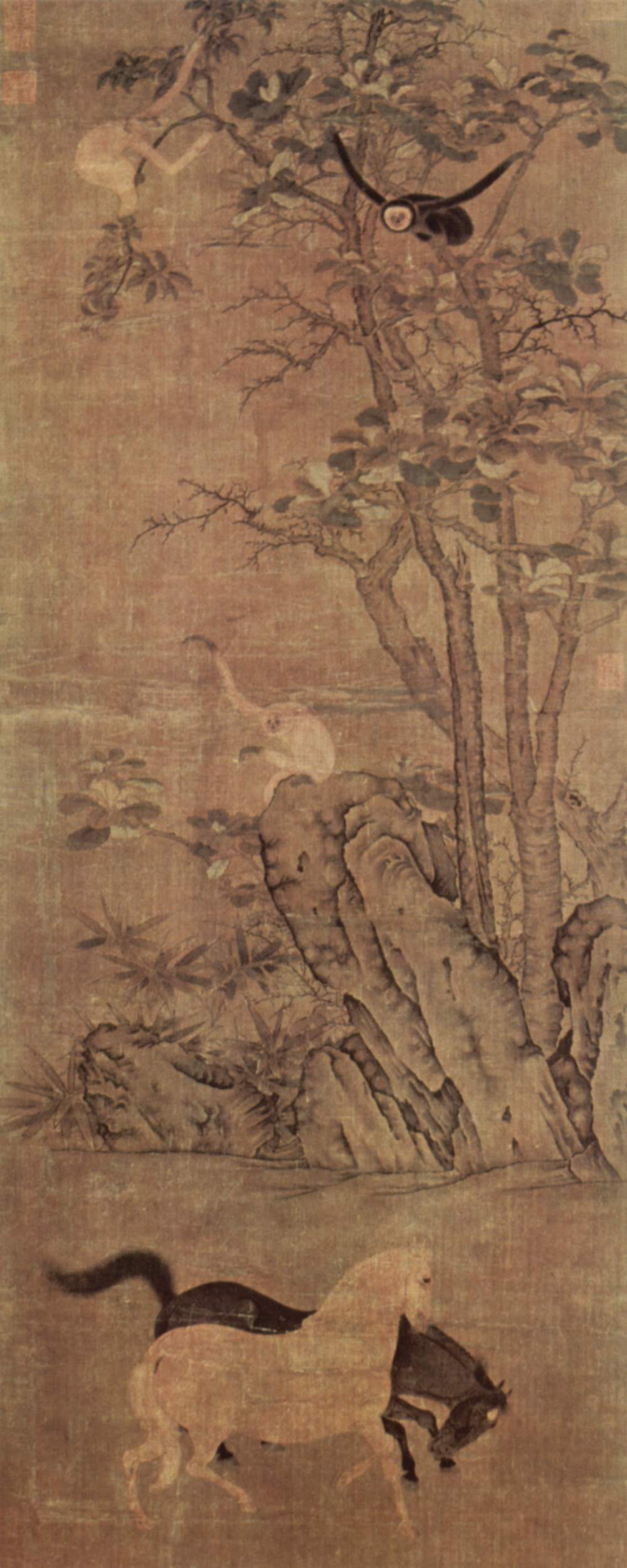
Monos y caballos, pintura del copia de un original del. Los literatos pintores de la dinastía Song, así como de las dinastías posteriores, gustaban de copiar las grandes obras conservadas de las dinastías anteriores como ayuda para refinar su propio estilo y expresión artística.

Al igual que sus habilidades intelectuales, la gente exhibió hábitos y pasatiempos culturales que marcaron su estatus sociales y refinamiento. El término erudito 'nueve invitados' (jiuke)—una extensión de las Cuatro Artes de la Academia China—fue una metáfora para los pasatiempos de la gente como la cítara china, el ajedrez chino, meditación budista zen, tinta (caligrafía y pintura), casas de té, alquimia, canto poético, conversaciones, y salas de vino. La producción pictórica de la alta burguesía cambió radicalmente de estilo entre el periodo Norte y el Sur durante la dinastía Song, debido a las circunstancias políticas, demográficas y sociales subyacentes. La alta burguesía y los funcionarios del Song del Norte, que estuvieron en gran medida interesados en abordar asuntos de interés nacional y no tanto en temas locales, prefirieron pintar escenas paisajísticas enormes donde las personas aparecían totalmente reducidas. Durante el periodo Sur, los intereses políticos, familiares y sociales se vieron muy influidos por asuntos más locales; estos cambios se vieron reflejados en el principal estilo pictórico del periodo Sur, en el que las escenas pequeñas e íntimas situaron su foco principal sobre las personas.
Las familias ricas que vivían en las propiedades de estos funcionarios-expertos —así como los comerciantes ricos, los príncipes y nobles— mantenían con frecuencia un gran séquito de sirvientes, ayudantes técnicos y favoritos personales. Contrataron artesanos personales como joyeros, escultores y bordadores, mientras que los criados limpiaban la casa, compraban bienes, prestaban servicio en la cocina y preparaban el mobiliario para los banquetes, bodas y funerales. Las familias ricas también acogieron a los hombres de letras como secretarios, copistas, y contrataron a tutores para que educasen a sus hijos. De igual manera, hubo mecenas de músicos, pintores, poetas, jugadores de ajedrez, y cuentistas.
El historiador Jacques Gernet subraya que estos sirvientes y favoritos elegidos por las familias ricas representaban a los miembros más afortunados de la clase baja. Otros trabajadores como los aguadores, braceros, vendedores ambulantes, fisiognomistas, y adivinos «vivieron la mayor parte de mano en boca». Los negocios de entretenimiento en los bazares cubiertos en el mercado y en las entradas de los puentes también proporcionaron medios humildes de ocupación para los cuentistas, titiriteros, malabaristas, acróbatas, equilibristas, exhibidores de animales silvestres, y soldados veteranos que alardeaban su fuerza levantando pesadas vigas, pesas de hierro, y piedras para la demostración. Esta gente encontraba el mejor y más competitivo trabajo durante los festivales anuales. En contraste, la población rural pobre consistía en su mayoría de campesinos. Sin embargo, ciertas personas en las áreas rurales solían elegir vocaciones como la caza, pesca, silvicultura, y el estado ofreció ocupaciones en la minería y en los pantanos.
De acuerdo a la ética confucianista, la élite y los académicos oficiales cultos se veían asimismo como los miembros más altos de la sociedad (solo por detrás de la familia imperial). Los campesinos rurales se consideraban el pilar esencial que proporcionaba comida para toda la sociedad; fueron más respetados que los mercaderes locales o regionales, sin importar que tan ricos o poderosos fuesen. La enseñanza confucianista de los académicos oficiales élite consideraban que el creciente interés de la población en el mercantilismo era un signo de decadencia moral. Sin embargo, la sociedad urbana Song rebosaba de mayoristas, cargadores, almacenadores, corredores, vendedores ambulantes, comerciantes minoristas, vendedores ambulantes, y muchas otras vocaciones humildes comerciales.

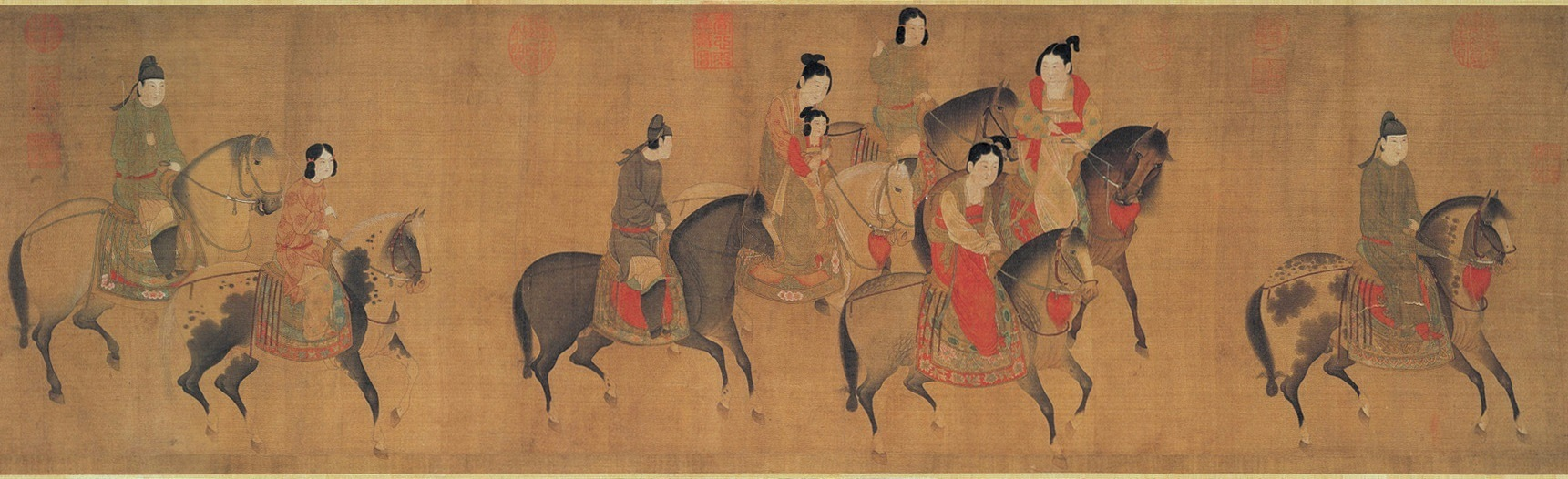
Pintura de la Corte con damas a caballo, copia del de Li Gonglin de una pintura original del de Zhang Xuan.

A pesar de la sospecha de los oficiales académicos y del desdén por los comerciantes poderosos, estos últimos a menudo se encontraban en connivencia con la élite académica. Los mismos oficiales académicos a menudo llegaban a involucrarse en los asuntos mercantiles, borrando los límites de los que pertenecían y de los que no pertenecían a la clase comerciante. Incluso los campesinos se dedicaban a la producción a pequeña escala de vino, carboncillo, papel, tela, y otras mercancías. Teóricamente estaba prohibido para un oficial participar en eventos privados mientras servían y recibían un salario de parte del estado. A fin de evitar una arruinada reputación según la moral del Confucianismo, los oficiales académicos tuvieron que optar por negocios mediante intermediarios; en 955 un decreto escrito reveló el uso de agentes intermediarios para las transacciones comerciales privadas con los países extranjeros. Desde que el gobierno Song se hizo cargo de una gran cantidad de industrias e impuso estrictos monopolios estatales, el mismo gobierno actuó como una empresa comercial dirigida por los oficiales académicos. Asimismo, el estado también tuvo que lidiar con los gremios de artesanos y campesinos; siempre que el estado requisara los bienes y evaluaran los impuestos con los jefes de los clanes, quienes se aseguraron de que se tratasen de precios y salarios justos a través de intermediarios oficiales. Sin embargo, unirse a un gremio no significaba ser independiente o autónomo; el historiador Jacques Gernet argumenta: "[los gremios] fueron tan numerosos y tan variados como para que su influencia se pudiese sentir".

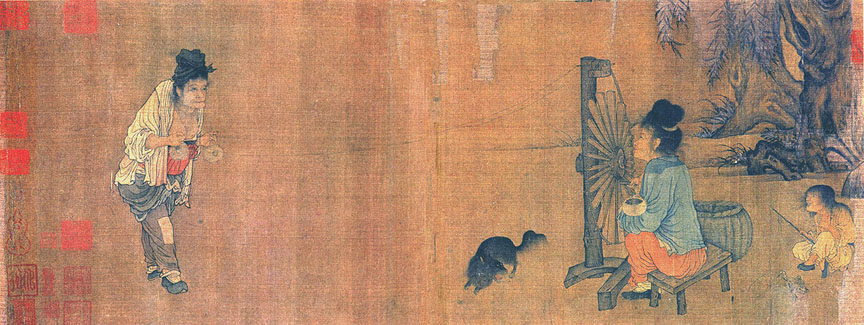
La rueca, por Wang Juzheng (fallecido a finales del), época Song del Norte, la escena muestra a una anciana tejedora y su perro.

Desde el punto de vista de los oficiales académicos, los artesanos fueron trabajadores esenciales en la sociedad en un nivel por debajo de los campesinos, y diferían de los mercaderes y los comerciantes que eran considerados parásitos. Los artesanos eran quienes forjaban y manufacturaban todos los productos necesarios en la sociedad Song, como las ruedas hidráulica y las cadenas de bomba realizada por personal carretero. Aunque ciertos arquitectos y carpinteros no eran tan venerados como los oficiales académicos, hubo algunos ingenieros arquitectónicos y autores que ganaron grandes elogios en la corte y en la esfera pública por sus logros. Esto incluye al oficial Li Jie (1065–1110), un académico que fue promovido a altas posiciones en las agencias gubernamentales de construcción e ingeniería. Su manual sobre códigos y procedimientos de construcción fue patrocinado por el emperador Huizong (r. 1100–1126) para que los emplearan las agencias gubernamentales y que fuese impreso para el beneficio literario de los artesanos en toda la nación. El trabajo del arquitecto Yu Hao, escrito en el siglo X, recibió múltiples alabanzas por parte del oficial académico Shen Kuo en su Ensayos de ensueño de 1088.

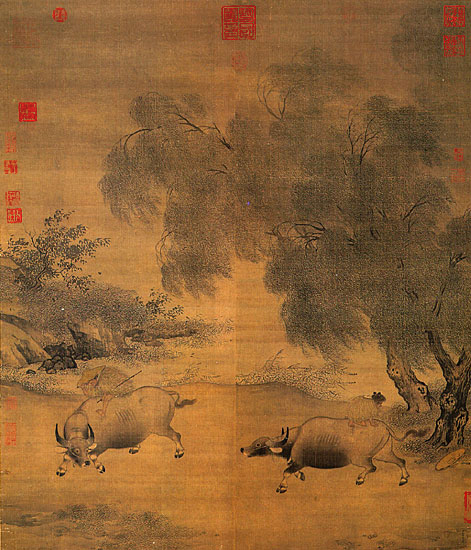
Bueyes de regreso al hogar bajo el viento y la lluvia, por Li Di,.

Debido a que en episodios anteriores los eunucos de la corte acumularon poder, fueron vistos con sospecha de parte de los oficiales académicos y de los inteclectuales —literati— confucianos. A pesar de eso, su asociación con la realeza y sus frecuentes nombramientos a altos rangos del mandato militar les proveyó prestigio significativo. Aunque los oficiales militares con carreras exitosas podrían ganar una considErable cantidad de prestigio, el soldado en la dinastía Song fue visto con un poco de desdén por los oficiales académicos y la gente culta. Esto es mejor reflejado en un proverbio chino: «El buen metal no se usa para los clavos; los buenos hombres no son usados como soldados». Esta actitud tiene muchas raíces. Muchos hombres que se alistaban como soldados en las fuerzas armados eran campesinos con deudas, la mayoría de ellos eran trabajadores de las salinas que no podían pagar sus préstamos y se rebajaban a las evasiones fiscales. Sin embargo, la actitud predominante de la gente hacia el servicio militar deriva de un amplio conocimiento histórico, porque los líderes militares —Jiedushi— en la tardía dinastía Tang y en el período de las Cinco Dinastías y los Diez Reinos acumularon más poder que los oficiales civiles, reemplazándolos también en el gobierno civil. Los emperadores Song expandieron el sistema de examen de servicio civil y el sistema escolar gubernamental para evitar un escenario de dominio de parte de los militares sobre el orden civil.

## Educación y administración pública

### Escuelas públicas contra academias privadas
El primer sistema de educación a nivel nacional financiado por el gobierno de China se estableció en el año 3 d. C. por el emperador Ping de Han. Durante el Song de Norte, el gobierno restableció gradualmente un sistema escolar oficial después de haber sido seriamente dañado durante los últimos cinco periodos dinásticos. Las escuelas públicas establecidas pronto eclipsaron el papel de las academias privadas desde mediados del Siglo XI. En la cúspide de la educación superior en el sistema escolar de las escuelas estatales se encuentra en el centro de la ciudad capital, la Guozijian, el Taixue, y varias escuelas de formación profesional. El primer esfuerzo reformador importante para reconstruir las escuelas de la prefectura y del condado se inició por el Canciller Fan Zhongyan (989-1052) en la década de 1040. Antes de este tiempo, la mayor parte de los fondos asignados para la creación de escuelas de la prefectura y del condado se dejaba a la financiación privada y la cantidad mínima de fondos gubernamentales, el esfuerzo de admiradores de la reforma comenzó la tendencia de una mayor financiación pública, al menos para las escuelas de la prefectura. La importante expansión de los servicios educativos se inició por el emperador Huizong, que utilizó los fondos originalmente asignados para el alivio de desastres y la estabilización de precios de los alimentos para financiar nuevas escuelas de la prefectura y del condado y los funcionarios degradados que se olvidaban de reparar, reconstruir y mantener estas escuelas del gobierno. El historiador John W. Chaffe afirma que a principios del Siglo XII el sistema escolar estatal tenía 6100 km² que podían servir para unos 200 000 residentes que viven en residencias estudiantiles. Después de la destrucción generalizada de las escuelas durante la dinastía Jin, por las invasiones entre los años 1120 a 1140, el Emperador Gaozong de Song emitió un edicto para restaurar las escuelas de la prefectura en 1142 y las escuelas del condado en 1148, aunque las escuelas del condado, en general fueron reconstruidas por los esfuerzos de recaudación de fondos funcionarios locales del condado privado.

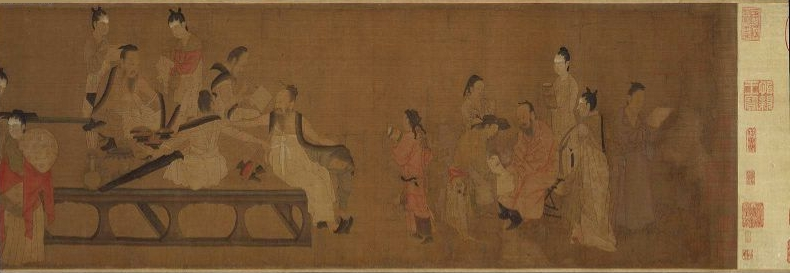
Qi del Norte Escolares copiando los clásicos, copia del, pintura sobre seda.

Alrededor del siglo XII, muchos críticos del sistema de examen y de las escuelas dirigidas por el gobierno iniciaron un movimiento con el fin de restablecer las academias privadas. Durante el transcurso del Song del Norte, la academia llegó a ser una alternativa viable para el sistema escolar estatal. Incluso aquellas que fuesen semi-privadas o estuvieran patrocinadas por el estado fueron vistas todavía como independientes de la influencia gubernamental y sus maestros se veían desinteresados por las temáticas nacionales. Una de las principales instituciones académicas establecidas en el período Song fue la academia Yuelu, fundada en 976 durante el mandato del emperador Taizu (r. 960–976). El científico y estadista china Shen Kuo fue una de los cancilleres de la academia Hanlin, establecida durante la dinastía Tang. La academia neoconfucianista Donglin, establecida en 1111, se fundaba sobre la enseñanza firme de que no debía verse influida por otras ideologías como el budismo, conservando una esencia pura. Esta creencia recordaba a los escritos de la dinastía Tang del ensayista, estilista en prosa, y poeta Han Yu (768–824), quien fue crítico del budismo y su influencia en los valores confucianos. Aunque la academia de la Gruta del Ciervo Blanco del Tang del Sur (937–976) cayó en desuso durante la primera mitad de los Song, el filósofo neoconfucionista Zhu Xi (1130–1200) la revigorizó.
Zhu Xi fue uno de los muchos críticos que argumentaron que las escuelas gubernamentales no fomentaban lo suficienteel cultivo personal del yo y convertían a los estudiantes en oficiales que lo único que buscaban era el cuidado de sus ganancias y su salario. No todos los filósofos políticos y sociales en el período Song culparon al sistema de examen del origen del problema (sino que puramente a un método de reclutamiento y selección), haciendo hincapié en el fracaso de la gente en lugar de asumir la responsabilidad en la sociedad como una élite culta. Zhu Xi también puso énfasis en los Cuatro Libros, la serie de clásicos confucianos que llegarían a ser la introducción oficial de la educación para todos los estudiantes confucianos, pero inicialmente habían sido descartados por sus contemporáneos. Tras su muerte, su comentario sobre los Cuatro Libros encontró apelación entre los oficiales académicos y en 1241 sus escritos fueron adoptados como lecturas obligatorias para los candidatos a examen con el apoyo del emperador Lizong (r. 1224–1264).

### Las examinaciones y la alta burguesía

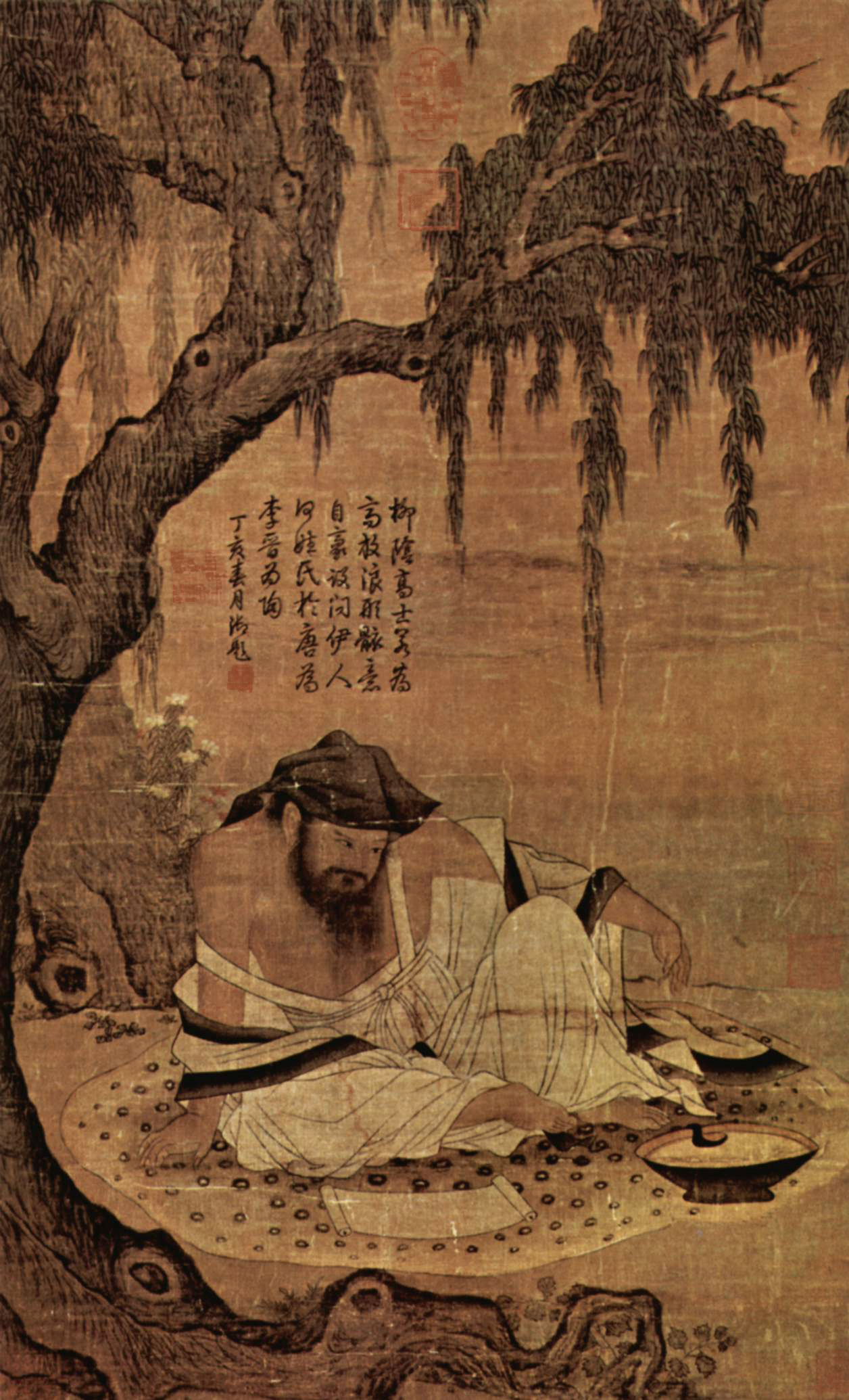
Académico en un prado, pintura china del.

El número de solicitantes para las examinaciones imperiales superaba el actual número de jinshis, o «académicos presentados» quienes recibieron nombramientos oficiales en la dinastía Song. Durante el período Song, fueron aceptados cinco veces más jinshi que durante la dinastía Tang, sin embargo, el mayor número de titulados no disminuyó el prestigio de los grados. Más bien, lo que fomentó más entrar y competir en los exámenes, los cuales se celebraban cada tres años. Aproximadamente 30 000 hombres tomaron los exámenes prefecturales a principios el siglo XI, incrementándose a cerca de 80 000 cerca de 1100, y finalmente a 400 000 en el siglo XIII. Con esto, las probabilidades de pasar un examen y graduarse era de 1  a 333. Una vez que un grado se obtenía, sin embargo, éste no aseguraba un puesto inmediato. El número total de oficiales académicos en la dinastía Tang era de 18 000, mientras que el número total en los Song se había incrementado a cerca de 20 000. Con el aumento de la población de China y un estancado número de oficiales aceptado en el gobierno, los titulados que no habían sido designados para ciertos cargos desempeñaron un papel importante en los niveles sociales. Se convirtieron en la élite local de sus comunidades, mientras que los oficiales académicos confiaron en ellos para mantener el orden y el cumplimiento de varios deberes bajo su jurisdicción.
Existió una atmósfera de competencia intelectual entre los aspirantes a académicos confucianos. Las familias ricas estaban deseosas de obtener un montón de libros publicados por sus editores personales, coleccionando libros que cubrían los clásicos confucianos así como también los trabajos filosóficos, tratados matemáticos, documentos farmacéuticos, sutras budistas, y otras publicaciones dirigidas a la alta burguesía. El avance de la producción de libros a través de la impresión con sellos de madera y la imprenta móvil en el siglo XI ayudaron en la expansión del número de candidatos educados para los exámenes imperiales. Estos avances, asimismo, redujeron el costo total de los libros de modo que se hicieron más accesibles para aquellos que contaban con menos recursos.

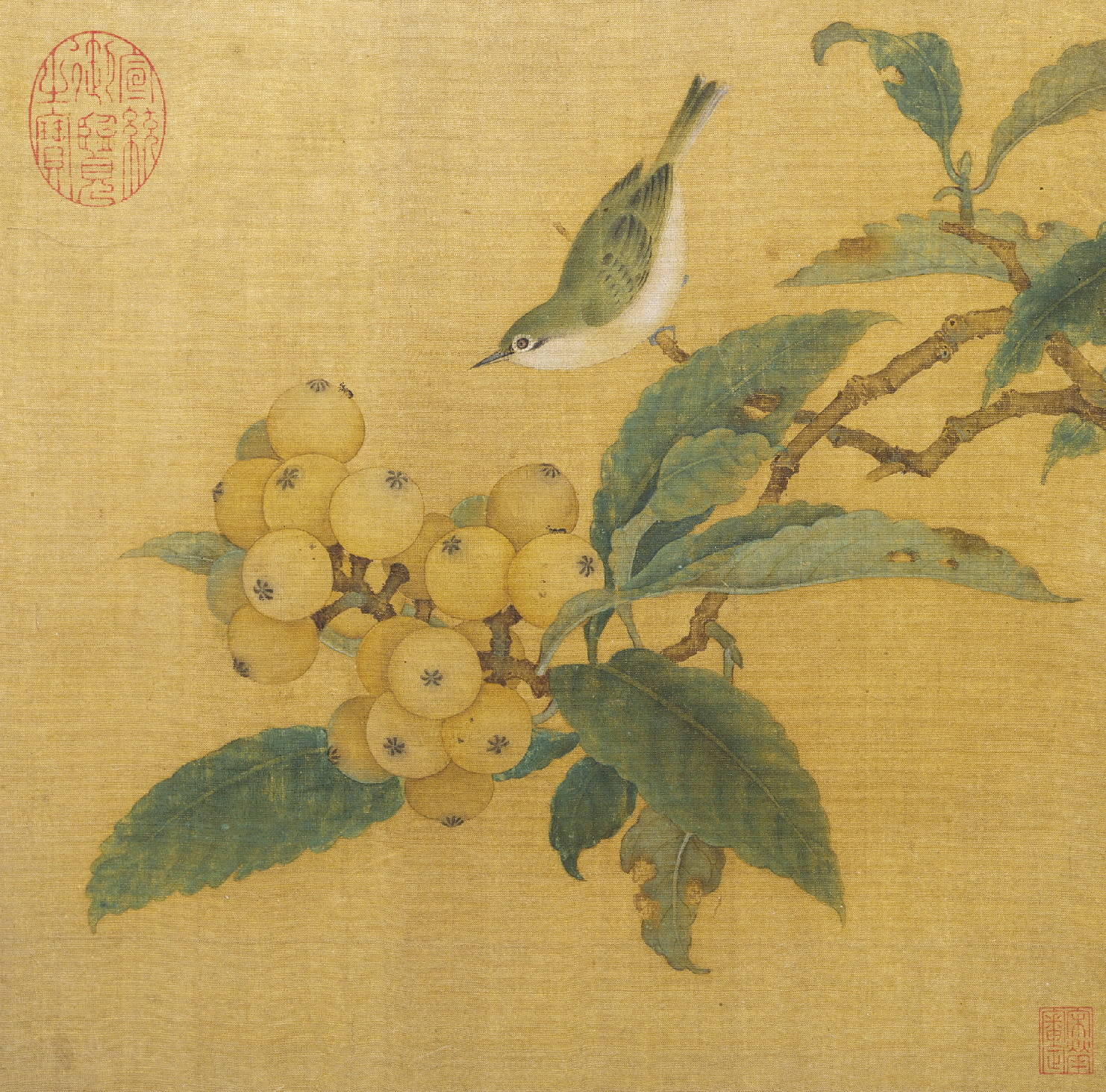
Nísperos y un pájaro de montaña, por un pintor anónimo de la dinastía Song; los pequeños álbumes de pinturas en hojas, como esta, se hicieron populares entre la nobleza y los funcionarios eruditos de la dinastía Song.

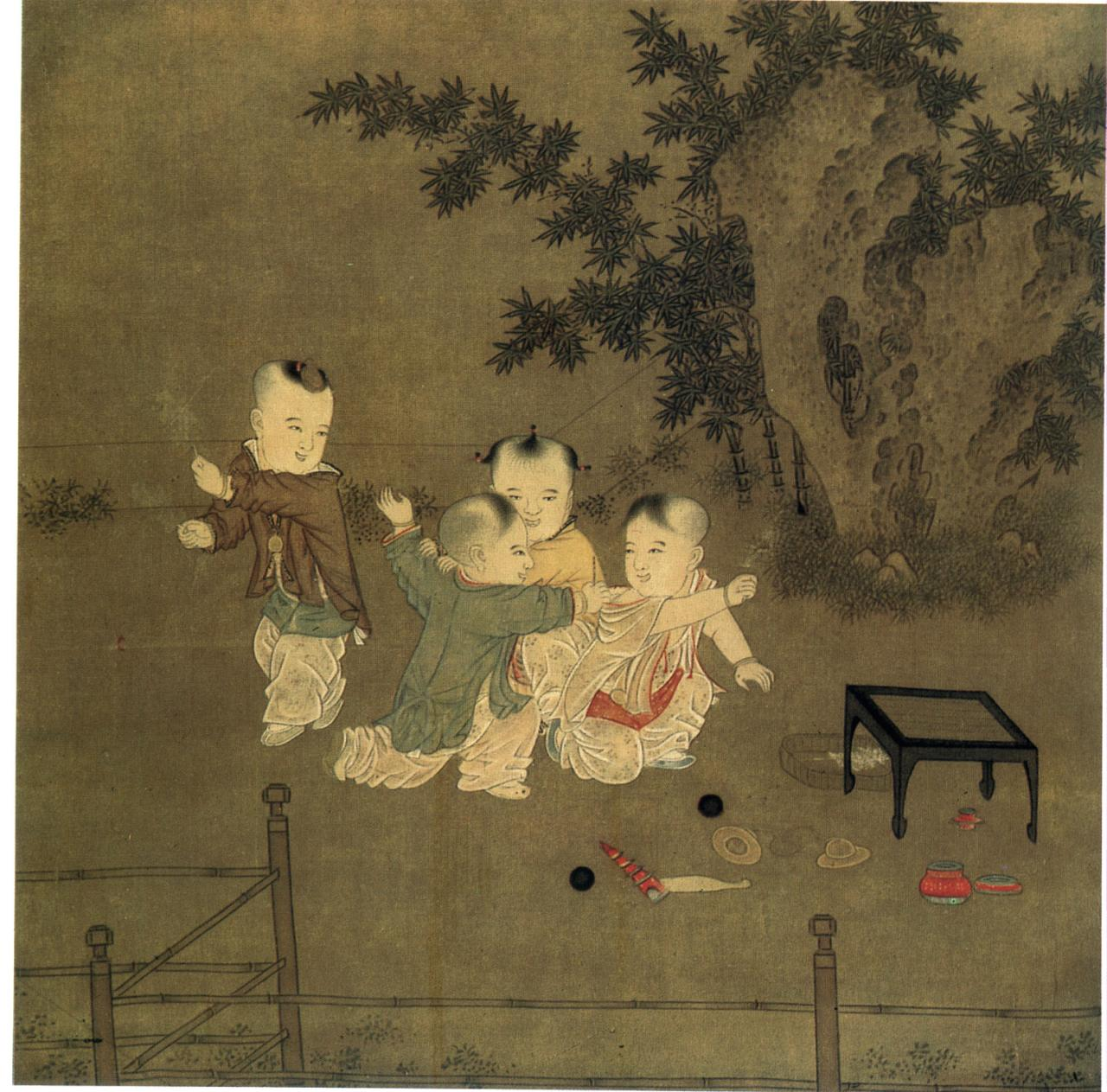
Niños de palacio jugando, por un pintor anónimo de la dinastía Song; que muestra a los niños privilegiados de familias ricas, que no solo tenían la ventaja de tener un mayor acceso a material de lectura que otros niños de su época, sino también el privilegio yin de ser miembros de familias bien relacionadas, obteniendo un puesto de personal de bajo nivel, así como sus primeras experiencias laborales en el interior de la burocracia.

A los oficiales académicos Song se les concedieron rangos, honores, y nombramientos de carrera sobre la base de sus méritos, sobre la base de normas más codificadas y objetivas que las de la dinastía Tang. El anonimato de los candidatos a exámenes eran vigilado contra el fraude y favoritismo por los que podrían juzgarse documentos basados en escritura a mano y/o firma caligráfica; a una oficina de copistas se le encomendó la tarea de volver a copiar todos los documentos de los candidatos antes de la clasificación. Tras pasar los exámenes de la prefectura, la provincia y el palacio (el más prestigioso), los graduandos no se aseguraban una cita en la oficina, pero mientras más prestigioso fuera el grado, más alto sería su cargo administrativo. El gobierno central conservó su derecho exclusivo a nombrar o destituir a sus funcionarios. El caso para el retiro siempre fue examinado cuidadosamente, pues el gobierno central mantenía un expediente registrado de informes sobre cada funcionario, archivado en la capital para revisión posterior.